# Bahnhof Erlangen
Bahnhof Erlangen vasútállomás Németországban, Erlangenban. A német vasútállomás-kategóriák közül a harmadik csoportba tartozik.

## Vasútvonalak
Az állomást az alábbi vasútvonalak érintik:
- Nürnberg–Bamberg-vasútvonal
- Nürnberg–Erfurt nagysebességű vasútvonal

## Forgalom
| Járat / Útvonal | VGN-Linie | Útvonal                                                                                     | Útvonal                                                                                     | Gyakoriság             |
| --------------- | --------- | ------------------------------------------------------------------------------------------- | ------------------------------------------------------------------------------------------- | ---------------------- |
| ICE 18          |           | (Hamburg –) Berlin – Halle – Erfurt – Erlangen – Nürnberg – Ingolstadt / Augsburg – München | (Hamburg –) Berlin – Halle – Erfurt – Erlangen – Nürnberg – Ingolstadt / Augsburg – München | 120 percenként         |
| RE              | R2        | Franken-Thüringen-Express: Nürnberg – Fürth – Erlangen – Bamberg                            | – Schweinfurt – Würzburg                                                                    | 120 percenként         |
| RE              | R2        | Franken-Thüringen-Express: Nürnberg – Fürth – Erlangen – Bamberg                            | – Lichtenfels (Flügelung) – Coburg – Sonneberg / – Kronach – Saalfeld                       | 120 percenként         |
| RE              | R2        | Franken-Thüringen-Express: Nürnberg – Fürth – Erlangen – Bamberg                            | – Coburg – Sonneberg                                                                        | 120 percenként         |
| RE              | R2        | Franken-Thüringen-Express: Nürnberg – Fürth – Erlangen – Bamberg                            | – Lichtenfels – Saalfeld – Jena – Leipzig                                                   | 120 percenként         |
| S-Bahn          | S1        | (Bamberg –) Forchheim – Erlangen – Fürth – Nürnberg – Lauf – Hersbruck (– Hartmannshof)     | (Bamberg –) Forchheim – Erlangen – Fürth – Nürnberg – Lauf – Hersbruck (– Hartmannshof)     | 20/40/(60)- percenként |

## Kapcsolódó állomások
A vasútállomáshoz az alábbi állomások vannak a legközelebb:
- Erlangen Paul-Gossen-Straße
- Erlangen-Bruck
- Forchheim (Oberfr)
- Bubenreuth